# Lonchotura genevana
Lonchotura genevana is een vlinder uit de familie van de Sematuridae. De wetenschappelijke naam van de soort is voor het eerst geldig gepubliceerd in 1879 door Westwood.